# بلیزلند
بلیزلند (به انگلیسی: Blisland) یک روستا و محله مدنی در بریتانیا است که در کورنوال واقع شده‌است. بلیزلند ۶۰۸ نفر جمعیت دارد.